# Bugs Bunny Rabbit Rampage
Bugs Bunny Rabbit Rampage es un videojuego de acción para Super NES publicado entre 1993 y 1994. En él, el jugador maneja a Bugs Bunny, que se enfrenta a los villanos tradicionales de Looney Tunes para llegar al villano principal, el animador pato Lucas. El título del juego se deriva del cortometraje animado de 1955 Rabbit Rampage, que sigue un argumento similar con Bugs a merced de un animador antagonista.
En Japón el juego fue publicado como Bakkusu Banī Hachamecha Daibōken (バックス･バニーはちゃめちゃ大冒険?  lit. "La enloquecida gran aventura de Bugs Bunny").
- Datos: Q2927741